# Южное (электродепо, Санкт-Петербург)

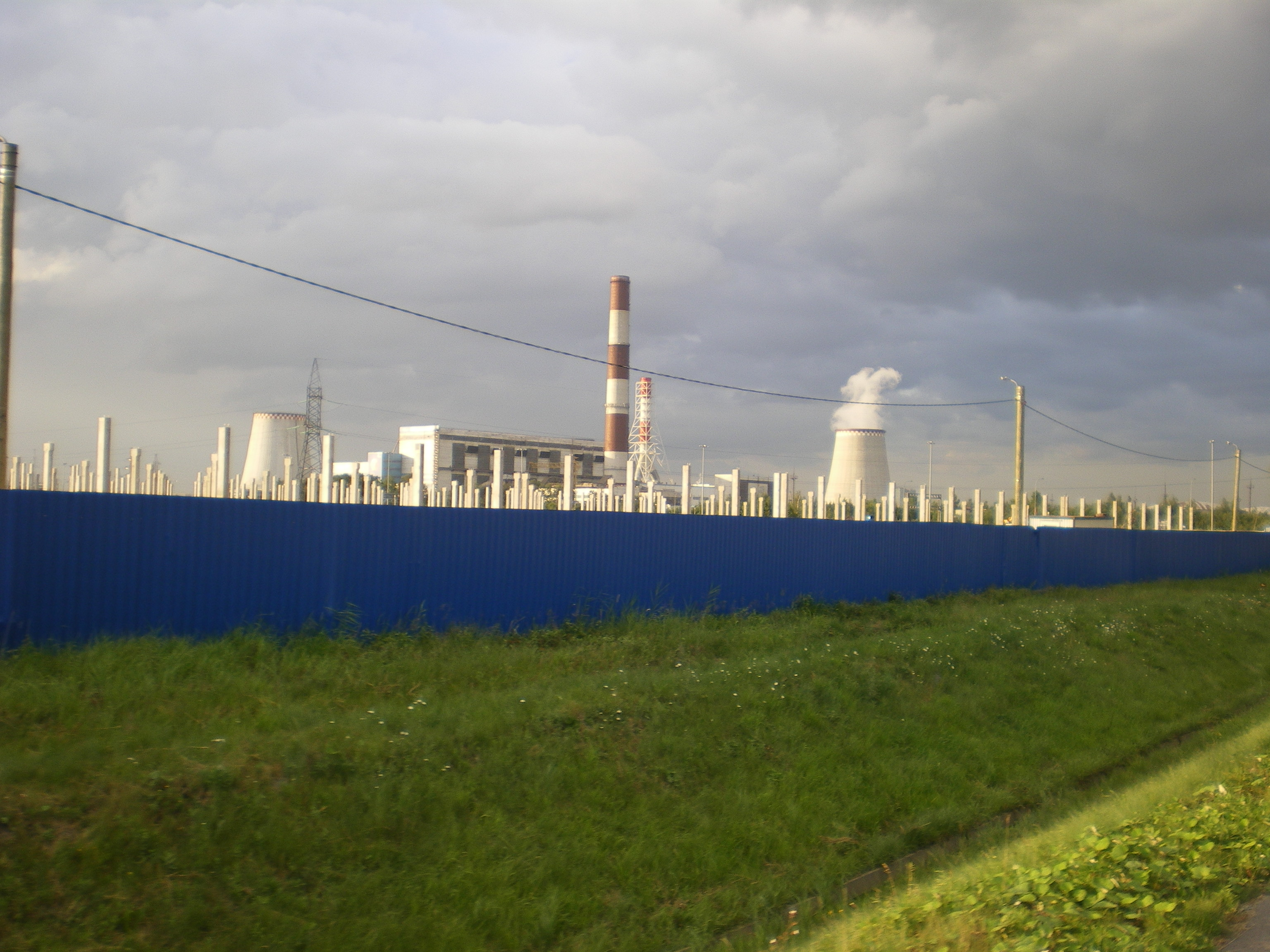
Строительство депо «Южное»

ТЧ-7 «Ю́жное» — тяговое электродепо Петербургского метрополитена, расположенное на Фрунзенско-Приморской линии, за станцией «Шушары». Самое крупное и новое депо в Санкт-Петербурге и второе по величине электродепо в Европе — его площадь составляет 360 000 м². До открытия «Южного» таковым являлось депо «Митино» Московского метрополитена — 99 011 м². Позже этот статус отошёл электродепо «Южное» Московского метрополитена, которое объединилось с электродепо «Братеево». Официальное открытие петербургского «Южного» состоялось 5 сентября 2019 года. Первоначально пуск в эксплуатацию ожидался ещё в сентябре 2018 года, однако был перенесён на более поздний срок в связи с переносом повторной технической экспертизы строений депо.

## Хронология строительства
По состоянию на июль 2013 года проектная документация по электродепо «Южное» находилась на экспертизе.
2 сентября 2010 года депо упоминалось на совещании у губернатора В. Матвиенко, посвящённом строительству новых станций метрополитена. Было предложено «отказаться от старых „совковых“ капитальных сооружений и строить легковозводимые конструкции». При этом по состоянию на момент совещания «Ленметрогипротранс» не предоставил никаких материалов по строящемуся депо. На этом совещании также было сказано, что предполагаемые сроки строительства второй очереди радиуса, в который войдёт эта станция, — 2012 год.
16 июля 2013 года Комитет по развитию транспортной инфраструктуры объявил, что электродепо «Южное» откроется в 2017—2018 годах.
В мае 2014 года объявлен конкурс на строительство электродепо.
ОАО «Корпорация „Трансстрой“» стала победителем конкурса на строительство второй очереди Фрунзенского радиуса метрополитена Санкт-Петербурга от станции «Международная» до станции «Южная» (Шушары), а также строительство и проектирование электродепо «Южное» начальной (максимальной) стоимостью 6,7 млрд рублей, следует из протокола рассмотрения о оценки заявок, размещенного на сайте госзакупок. Работы планировалось начать в третьем квартале 2014 года и завершить в 2017 году.
13 августа 2014 года «Трансстрой» начал реализацию проекта строительства электродепо «Южное» в рамках контракта генерального подряда стоимостью 6,6 млрд рублей. 18 мая 2015 года было объявлено о начале строительства основных зданий и сооружений электродепо.
В декабре 2016 года контракт с корпорацией «Трансстрой» на строительство метродепо «Южное» был расторгнут из-за нарушений сроков и проблем с устранением недостатков. Контракт на 5,43 млрд рублей на завершение строительства получила компания «ЛенСпецСМУ».
Летом 2018 года началось тестирование готовых к тестовой эксплуатации мощностей по отстою подвижного состава. В связи с переносом повторной технической экспертизы строений депо его ввод в эксплуатацию был перенесён на 2019 год.
30 августа 2019 года депо заработало в тестовом режиме. 3 сентября 2019 года было выдано разрешение на ввод электродепо в эксплуатацию. Официальное открытие состоялось 5 сентября 2019 года.

## Расположение
Электродепо располагается в северо-восточной части промзоны посёлка Шушары на перекрёстке Софийской и Автозаводской улиц напротив ТЭЦ-22 «Южная».

## Обслуживаемые линии
| Линия                       | Период      |
| --------------------------- | ----------- |
| Фрунзенско-Приморская линия | c 2019 года |

## Подвижной состав

### Пассажирский подвижной состав
Основу подвижного состава в депо «Южное» составляют вагоны из электродепо «Московское», временно обслуживающее Лахтинско-Правобережную линию, которые остаются в «Южном», как правило, на ночной отстой. С открытием депо «Южное» число вагонов в составах на пятой линии увеличилось до восьми, а на четвёртой линии — до семи.
| Тип                  | Период                                                                | Вагонов в составе | Состояние               |
| -------------------- | --------------------------------------------------------------------- | ----------------- | ----------------------- |
| 81-714               | 2019 — настоящее время                                                | 7                 | регулярная эксплуатация |
| 81-717.5/714.5       | 2019 — настоящее время                                                | 7                 | регулярная эксплуатация |
| 81-717.5П/714.5П     | 2019 — настоящее время                                                | 7                 | регулярная эксплуатация |
| 81-540/541           | 2019 — настоящее время                                                | 7                 | регулярная эксплуатация |
| 81-540.2/541.2       | 2019 — настоящее время                                                | 7                 | регулярная эксплуатация |
| 81-540.5/541.5       | 2019 — настоящее время                                                | 7                 | регулярная эксплуатация |
| 81-540.7/541.7       | 2019 — настоящее время                                                | 7                 | регулярная эксплуатация |
| 81-541.8             | 2019 — настоящее время                                                | 7                 | регулярная эксплуатация |
| 81-725.2/726.2/727.2 | 2025 первый состав (планируется) 2030 остальные составы (планируются) | 8 (планируется)   |                         |

В ТЧ-7 «Южное» ранее находился переведённый в ТЧ-6 «Выборгское» промежуточный вагон серии 81-541.7 № 11478 — последний в Петербургском метрополитене, оборудованный польскими антивандальными бархатными сидениями, ранее курсировавший по Фрунзенско-Приморской линии с припиской к ТЧ-7 «Южное», куда позже был возвращён.

### Музейный подвижной состав
ТЧ-7 — одно из трёх депо метрополитена, где проводятся регулярные экскурсии. Среди музейного подвижного состава числятся 2 вагона Д, 2 вагона Е, 1 вагон В-4, 1 вагон Г, 1 вагон Ем, 1 вагон Ема-502, 1 вагон МК2/15 (мотовоз).